# Seznam uměleckých realizací ve veřejném prostoru v Čakovicích
Seznam uměleckých realizací v Čakovicích v Praze 18 obsahuje tvorbu výtvarných umělců umístěnou ve veřejném prostoru v katastrálním území Čakovice. Seznam je řazen podle ulic a nemusí být úplný.

## Seznam uměleckých realizací
| Název               | Fotografie                                                        | Lokace                                                           | Autor                    | Rok       | Popis           | Poznámka                        |
| ------------------- | ----------------------------------------------------------------- | ---------------------------------------------------------------- | ------------------------ | --------- | --------------- | ------------------------------- |
| Odpočívající dívka  | Kategorie „Odpočívající dívka (Čakovice)“ na Wikimedia Commons    | náměstí Jiřího Berana 50°9′3,06″ s. š., 14°31′36,98″ v. d.       | neuveden                 | 1970–1989 | socha, pískovec | park                            |
| Tělocvikář a žákyně | Kategorie „Tělocvikář a žákyně (Karel Holl)“ na Wikimedia Commons | náměstí Jiřího Berana 500/1 50°9′1,56″ s. š., 14°31′34,72″ v. d. | Karel Holl               | 1970–1989 | socha, pískovec | u základní školy Edvarda Beneše |
| Matka s dítětem     |                                                                   | Něvská 830 50°8′58,19″ s. š., 14°31′28,94″ v. d.                 | neuveden                 | 1970–1989 | socha, pískovec | mateřská škola                  |
| Terezka             |                                                                   | Něvská 830 50°8′58,14″ s. š., 14°31′30,56″ v. d.                 | Karel Holl, Eva Plicková | 1970–1989 | socha, pískovec | mateřská škola                  |